# Chiesa di San Giacomo Maggiore (Porto Azzurro)
La chiesa di San Giacomo Maggiore è un edificio sacro che si trova all'interno del forte omonimo a Porto Azzurro.

## Storia e descrizione
La chiesa fu terminata intorno al 1656, secondo la data scritta sulla tela raffigurante  santa Barbara con la fortezza in mano. Nel Settecento la chiesa fu rinnovata e arricchita da decorazioni ispirate al barocco catalano, poi distrutte nel Novecento e sostituite dagli affreschi dell'elbano Eugenio Allori. Un busto d'argento di  santa Barbara, i dipinti con i  santi Giuseppe e Simeone, oltre alle lapidi di generali spagnoli che comandarono la piazza di Longone, rimangono a testimonianza dell'assetto originario.
Nel 1999, in occasione del Giubileo del 2000, il parroco Don Gianni Boncristiano decise di arricchire il portone della chiesa con un nuovo elemento decorativo, concepito come segno commemorativo dell’anno santo. L’incarico per la realizzazione fu affidato all’artista Umberto Faini, che progettò “La porta delle mani”, un’opera composta da otto formelle in bronzo.
Ogni formella è caratterizzata da un foglio che sembra entrare o uscire dal riquadro, a simboleggiare un passaggio, un cammino. L’opera complessiva rappresenta infatti un itinerario spirituale, un “cammino di fede” che si apre con la creazione dell’universo, attraversa momenti salienti come la passione di Cristo, e si conclude con la figura di papa Giovanni Paolo II, in omaggio al Giubileo del 2000.